# Magasin du Nord Fashion Prize
Magasin du Nord Fashion Prize er en dansk modepris, der blev uddelt hvert år af Magasin Foundation til en upcoming modedeisgner eller mærke. Vinderen modtager 500.000 kr. og et modeshow under Copenhagen Fashion Week i februar året efter.

## Historie
Prisen blev uddelt første gang under navnet Dansk Design Talent af Magasin Foundation in 2013. I 2015 fik prisen et nyt navn i samarbejde med et modemagasin og kom til at hedde Dansk Design Talent - Magasin Prisen. I 2017 blev navnet ændret til Magasin du Nord Fashion Prize.

## Selection process
De nominerede udvælges af et panel bestående af danske designere og brandingspecialister. Vinderen udvælges af en international jury på baggrund af design, brand-værdi og forretningsplan.

## Vindere og nominerede
| År   | Vinder                | Nominerede                                                | Ref   |
| ---- | --------------------- | --------------------------------------------------------- | ----- |
| 2013 | Anne Sofie Madsen     | Asger Juel Larsen, Nikoline Liv Andersen, Astrid Andersen | [ 1 ] |
| 2014 | Mark Kenly Domino Tan | Freya Dalsjø, Kjetil Aas, Trine Lindegaard                | [ 3 ] |
| 2015 | Tonsure               | Tatiana Andersen Camre, Nicholas Nybro, Maikel Tawadros   | [ 4 ] |
| 2016 | Cecilie Bahnsen       | Ellen Pedersen, Muf10, Saks Potts                         | [ 5 ] |
| 2017 | Lærke Andersen        | Clouds, Randy Collection, All At Sea                      | [ 2 ] |
| 2018 | Emilie Helmstedt      | Blanche Christine Hyun Mi Nielsen                         |       |
| 2021 | A. Roege Hove         | (di)vision, Berner Kühl, Louise Lyngh Bjerregaard         |       |